# Ambos Nogales

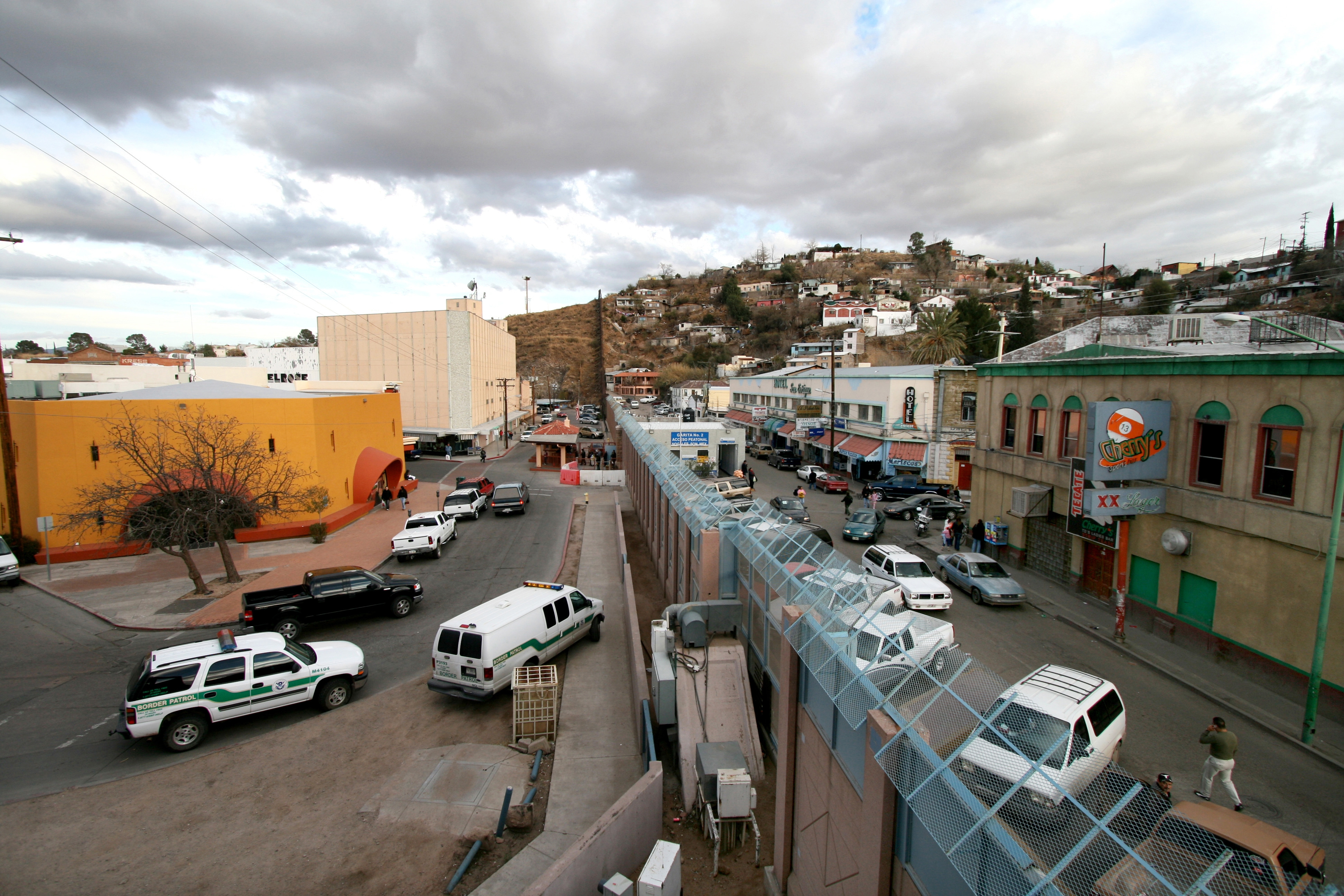
Fotografia arată granița dintre MEX (la dreapta) și SUA (la stânga).

Ambos Nogales or Both Nogales, este un nume comun sub care sunt cunoscute cele două orașe gemene omonime Nogales, Arizona și Nogales, Sonora.  Motto-ul orașului sonoran, ilustrând ideea de orașe gemene, este Juntos por amor a Nogales, însemnând "Uniți de dragostea pentru Nogales".
Ambele orașe Nogales fac parte din zona micropolitană omonimă, Nogales, având o populație combinată de 20.833 de locuitori în Arizona și de 159.103 locuitori în Sonora.
Nogales, Arizona, este cel mai mare oraș de frontieră al Arizonei.  Partea sudică a autostrăzii inter-statale, Interstate 19, pornește din orașul arizonian spre nord și se continuă spre sud, în Mexico, cu Federal Highway 15.
Cunoscut în limba nativilor americani O'odham ca Nowa:l, numele Nogales desemnează în spaniolă "nuci negre," referire la arborii fructiferi care cândva crescuseră în abundență în zona pasului montan dintre cele două orașe de azi și care încă există în zonele înconjurătoare orașului din partea americană.